# Kirche Wassel

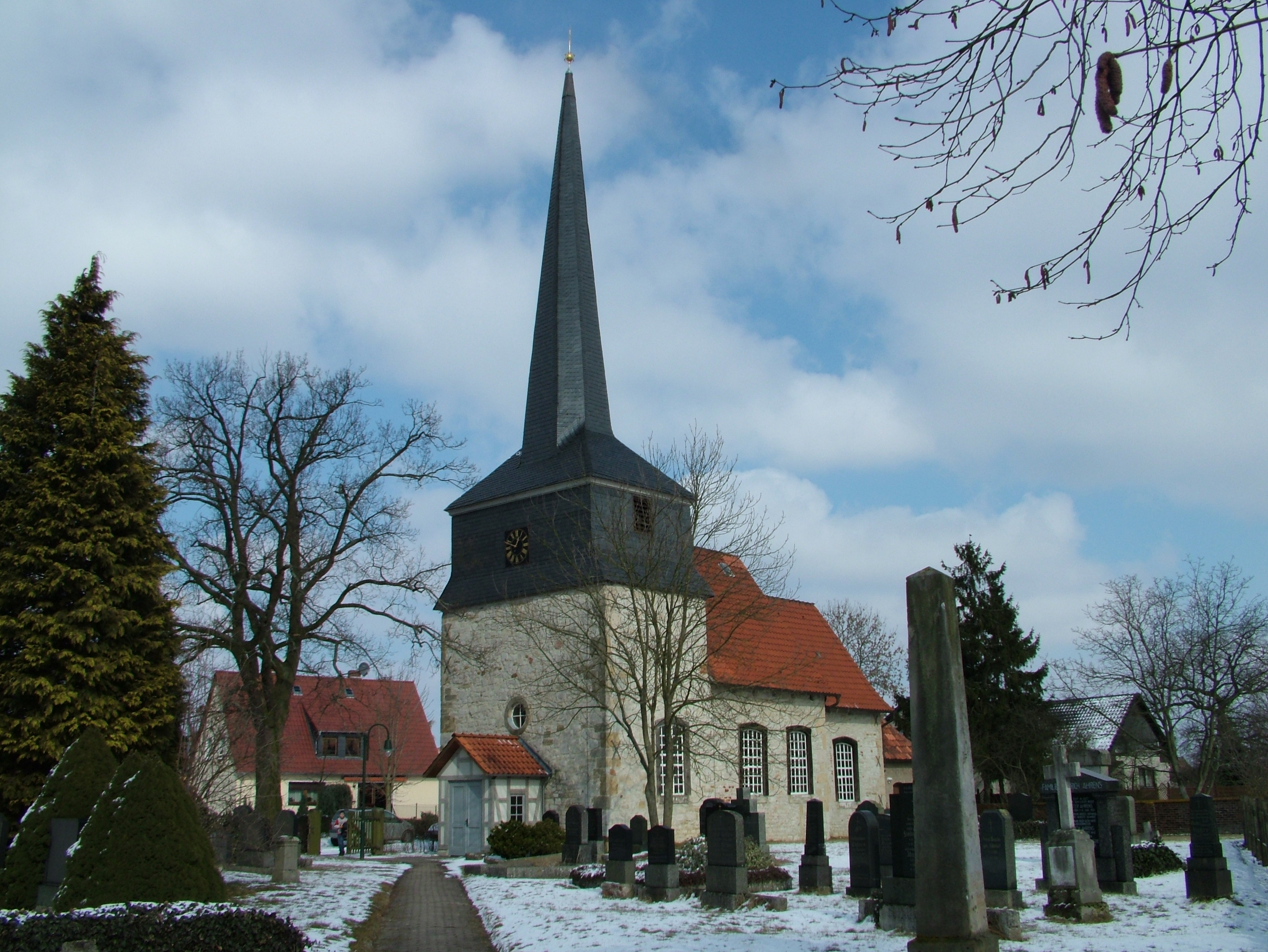
Kirche Wassel

Die evangelisch-lutherische Kirche Wassel steht in Wassel, einem Ortsteil der Gemeinde Sehnde in der Region Hannover von Niedersachsen. Die Kirchengemeinde gehört zur Zwölf-Apostel-Kirchengemeinde Sarstedt-Land im Kirchenkreis Hildesheim-Sarstedt im Sprengel Hildesheim-Göttingen der Evangelisch-lutherischen Landeskirche Hannovers.

## Beschreibung
Die Saalkirche aus Bruchsteinen ist um 1200 entstanden. Sie besteht aus einem querrechteckigen Kirchturm, in Breite des Langhauses, das zwei Joche hat, und einem einjochigen, rechteckigen Chor, an den nach 1899 eine rechteckige Apsis angebaut wurde. Die Längsseiten von Langhaus und Chor haben flachbogige Fenster. Im 18. Jahrhundert erhielt der untere steinerne Teil des Turms ein weiteres Geschossen aus schiefergedecktem Holzfachwerk, das die Turmuhr und den Glockenstuhl beherbergt, in dem zwei Kirchenglocken hängen, die von Christoph August Becker 1813 gegossene und eine 1965 gegossene. Darauf befindet sich ein vierseitiges Zeltdach, das sich in einem achtseitigen spitzen Helm fortsetzt. Der Turm erhielt 1786 auf seiner westlichen Seite einen Anbau, hinter dessen Portal sich das Vestibül befindet. An der Südseite der Kirche ist in die Mauer ein quadratischer Sandstein eingelassen, der eine Öffnung hat. Es könnte sich um einen weiter verwerteten, früheren Taufstein handeln.
Der Innenraum ist mit einer Holzbalkendecke überspannt. Zwischen Erdgeschoss des Turms und dem Langhaus befinden sich zwei rundbogige Durchgänge. Zur Kirchenausstattung gehört ein schlichter Kanzelaltar vom Ende des 18. Jahrhunderts.
Um 1770 wurde die erste Orgel mit sieben Registern, einem Manual und einem Pedal gebaut. Sie wurde 1840 an eine andere Kirche abgegeben. An ihrer Stelle wurde eine Orgel von Ernst Wilhelm Meyer auf der Empore im Westen aufgestellt. Die Disposition wurde 1902 von August Schaper und erneut 1933 von P. Furtwängler & Hammer geändert. Sie wurde 1956 durch die Hildesheimer Orgelbauwerkstatt und nochmals 1969/70 umgebaut. 1990 wurde sie abgebaut und eingelagert. 1994 wurde sie von den Gebrüdern Hillebrand wieder aufgebaut. 2022 wurde die Orgel einer umfangreichen Sanierung unterzogen.